# August Güttinger
August Güttinger (10 luglio 1892 – Winterthur, novembre 1970) è stato un ginnasta svizzero.

## Palmarès

### Olimpiadi
- Oro a Parigi 1924 nelle parallele simmetriche.
- Oro a Amsterdam 1928 nel concorso a squadre.
- Bronzo a Parigi 1924 nella salita alla fune.
- Bronzo a Parigi 1924 nel concorso a squadre.